# Strimgökbi
Strimgökbi (Nomada striata) är en biart som beskrevs av Fabricius 1793. Den ingår i släktet gökbin och familjen långtungebin. Inga underarter finns listade i Catalogue of Life.

## Beskrivning
Strimgökbiet har en avlång kropp där huvud och mellankropp har svart grundfärg och röda teckningar. Antenner och ben är röda, de senare med svarta fält på de fyra bakre låren. Bakkroppen är rödbrun med stora runda, gula fläckar på sidorna av tergit 2, mindre sådana fläckar på tergiterna 3 och 4 samt ett gult tvärband på tergit 5. Kroppslängden är 9 till 11 mm.
Förväxlingsart är vialgökbi, som skiljs på annorlunda form på mellankroppens bakre del (skutellen).

## Ekologi
Arten bygger inga egna bon, utan larven lever som boparasit hos ärtsandbi, rödklöversandbi, ginstsandbi, väpplingsandbi och hallonsandbi, där den dödar ägget eller larven och lever på det insamlade matförrådet. Arten håller till i habitat som blomsterrika marker, gärna med ärtväxter, som klövervallar, slåtterängar, betesmarker, hedar, skogsbryn och -gläntor, vägrenar, sandtäkter, ruderat, trädgårdar och parker. Flygtiden varar från maj till juli.
Arten besöker framför allt maskros, men har även observerats på örter som knölsmörblomma, hundrova, purpurljung, hallon, nejlikrot, käringtand, mandeltörel, vattenklöver, teveronika och stånds.  

## Utbredning
Strimgökbiet förekommer i hela Europa, och har även påträffats i Turkiet och Marocko. I Sverige förekommer den i Syd- och Mellansverige, och följer i Norrland odlingslandskapet upp till Västerbotten. I Finland finns den från Åland och sydkusten norrut till Södra Savolax och mellersta Norra Karelen (före 1960-talet gick nordgränsen vid Norra Österbotten), även om utbredningen är koncentrerad till sydkusten och de sydöstra delarna. I övriga Skandinavien finns den i södra Norge och hela Danmark.

## Status
Arten är klassificerad som livskraftig i både Sverige och Finland.